# Eduard Raehlmann
Andreas Eduard Raehlmann (ur. 19 marca 1848 w Ibbenbüren, zm. 1 września 1917 w Weimarze) – niemiecki lekarz okulista.
Studiował medycynę na Uniwersytecie w Würzburgu, Halle i Strasburgu. Tytuł doktora medycyny otrzymał w 1872 roku. Od 1874 roku docent okulistyki w Halle, w 1875 roku habilitował się. Od 1879 profesor na Uniwersytecie w Dorpacie. Po 1900 roku działał w Weimarze.